# Maulette
Maulette ist eine französische Gemeinde mit 1.054 Einwohnern (Stand: 1. Januar 2022) im Département Yvelines in der Region Île-de-France. Sie gehört zum Arrondissement Mantes-la-Jolie und zum Kanton Bonnières-sur-Seine (bis 2015: Kanton Houdan). Die Einwohner werden Maulettois genannt.

## Geographie
Maulette liegt etwa 55 Kilometer westsüdwestlich von Paris am Vesgre. Umgeben wird Maulette von den Nachbargemeinden Richebourg im Norden, Bazainville im Osten und Nordosten, Gambais im Osten, Bourdonné im Süden und Südosten, Dannemarie im Süden, Boutigny-Prouais im Südwesten, Goussainville im Westen sowie Houdan im Westen und Nordwesten.
Die Route nationale 12 führt durch die Gemeinde.

## Bevölkerungsentwicklung
| Jahr                      | 1962 | 1968 | 1975 | 1982 | 1990 | 1999 | 2006 | 2013 |
| Einwohner                 | 345  | 380  | 510  | 699  | 705  | 712  | 752  | 840  |
| Quelle: Cassini und INSEE |      |      |      |      |      |      |      |      |

## Sehenswürdigkeiten

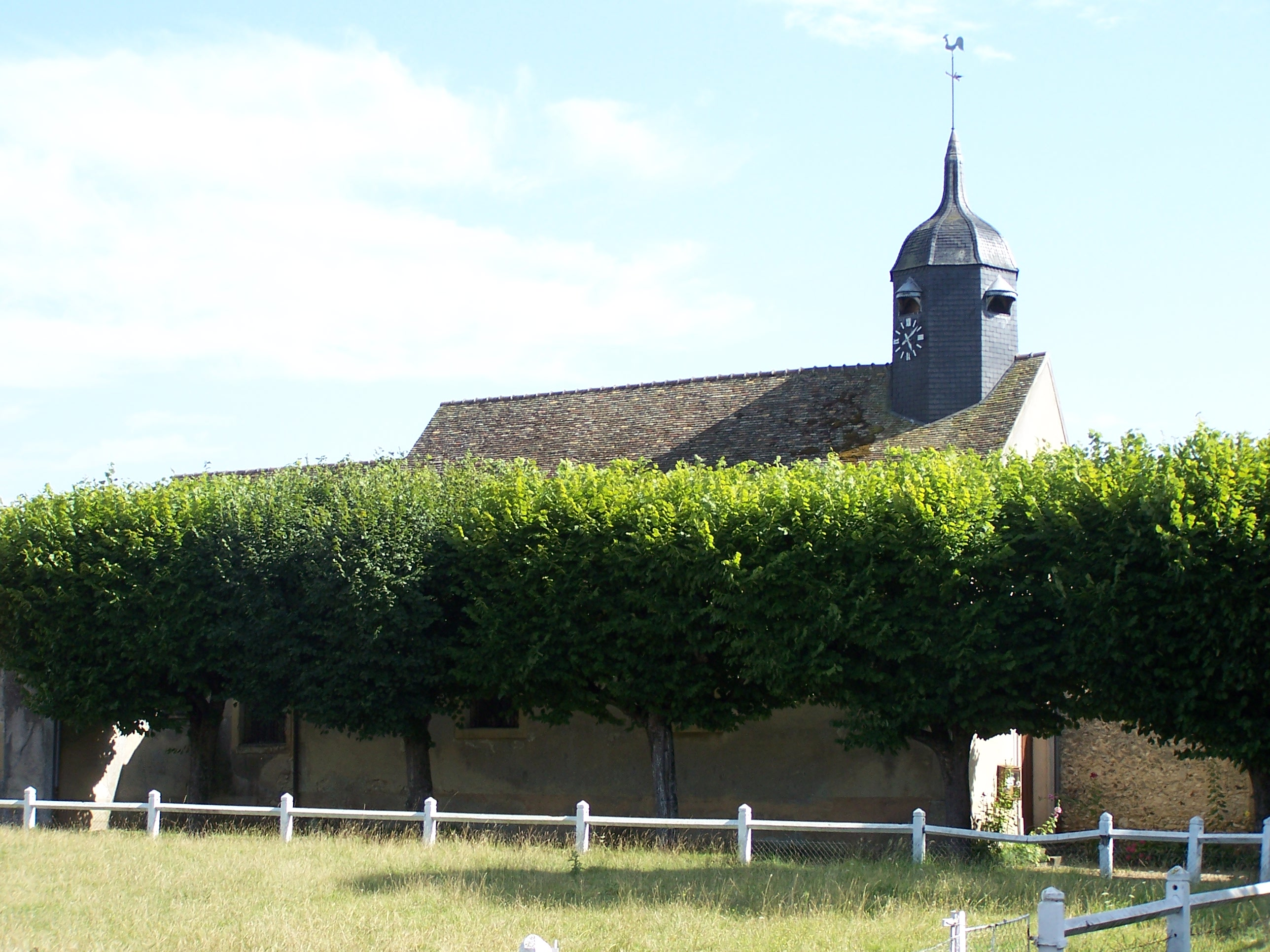
Kirche Saint-Pierre
- Kirche Saint-Nicolas aus dem 15. Jahrhundert in Thionville
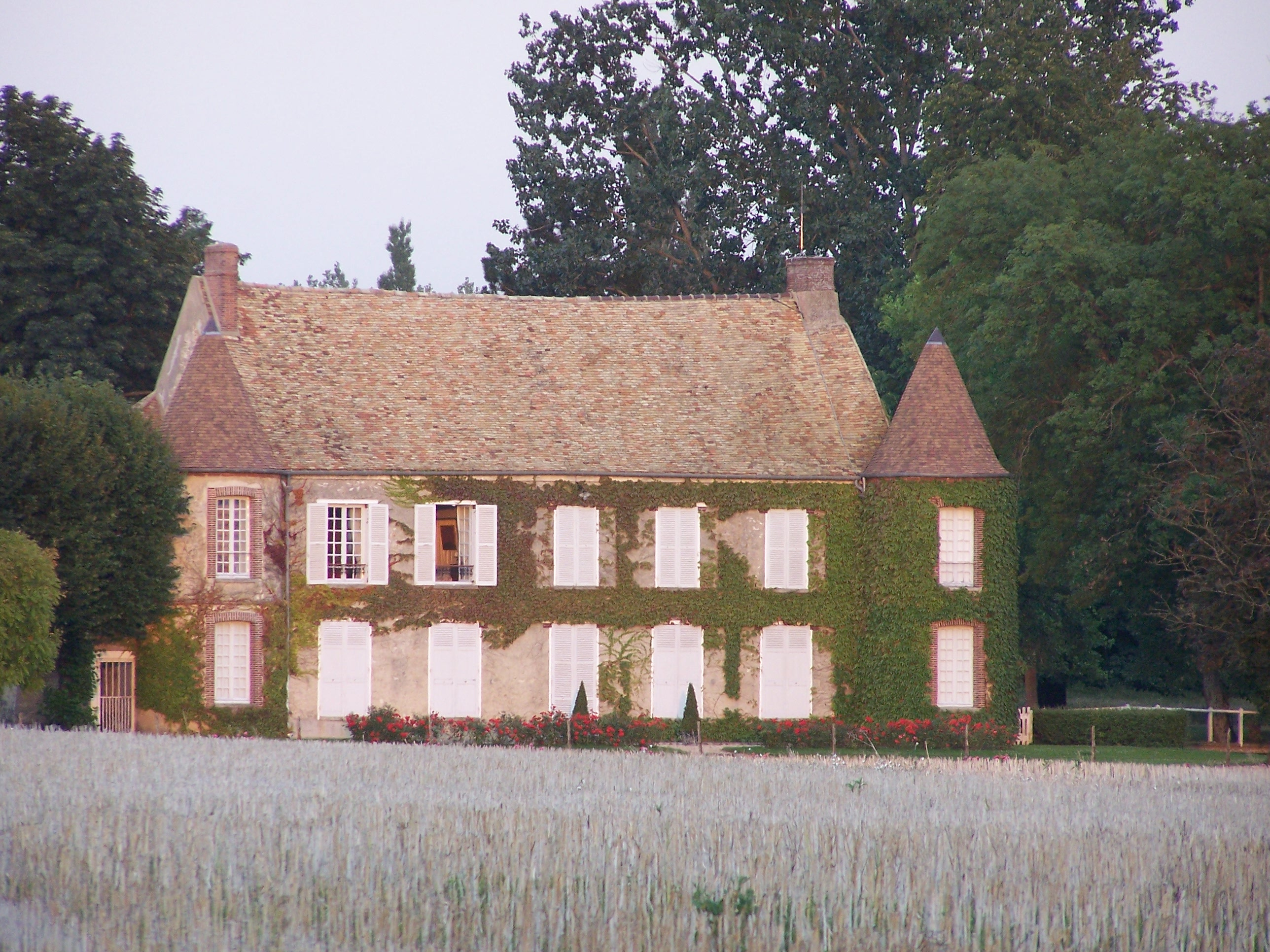
Schloss Maulette

- Kirche Saint-Pierre
- Schloss Maulette